# Claus van Amsberg
Claus George Willem Otto Frederik Geert (Claus) van Amsberg (før 16. februar 1966: Klaus-Georg Wilhelm Otto Friedrich Gerd von Amsberg,) (Hitzacker ved Elben, 6. september 1926 – Amsterdam, 6. oktober 2002) var en tysk diplomat.
Han giftede sig med prinsesse, senere dronning Beatrix af Nederlandene den 10. marts 1966. Ved brylluppet fik han titlen prins af Nederlandene, Jonkheer (junker) van Amsberg.
Claus van Amsberg og dronning Beatrix fik tre sønner:
- kronprins Willem-Alexander af Nederlandene, født 27. april 1967, konge fra 30. april 2013.
- Prins Friso, født 25. september 1968, død 12. august 2013.
- Prins Constantijn, født 11. oktober 1969.

## Titler, stilarter, æresbevisninger og våben

### Titler og prædikater
- 6. september 1926 – 16. februar 1966: Klaus von Amsberg
- 16. februar 1966 – 10. marts 1966: Claus van Amsberg
- 10. marts 1966 – 6. oktober 2002: Hans Kongelige Højhed Prins Claus af Holland, Jonkheer van Amsberg[1]